# Quella di cui si mormora
Quella di cui si mormora (My Reputation) è un film del 1946 di produzione statunitense diretto da Curtis Bernhardt.
Il film è basato sul libro Instruct My Sorrows di Clare Jaynes.